# Potamites ocellatus
Espèce
Synonymes
- Neusticurus ocellatus Sinitsin, 1930

Potamites ocellatus est une espèce de sauriens de la famille des Gymnophthalmidae.

## Répartition
Cette espèce est endémique de Bolivie. Elle se rencontre dans les départements de La Paz, de Santa Cruz et de Beni.

## Publication originale
- Sinitsin, 1930 : Description of a new species of Neusticurus from South America (Lizards, Teiidae). American Museum Novitates, no 408, p. 1 (texte intégral).